# 马约拉纳费米子
马约拉纳费米子（英語：Majorana fermion）是反粒子为自身的费米子，1937年，埃托雷·马约拉纳發表論文假想這種粒子存在，因此而命名。與之相異，狄拉克费米子，指的是反粒子与自身不同的费米子。
除了中微子以外，所有標準模型的費米子的物理行為在低能量狀況與狄拉克費米子雷同（在電弱對稱性破壞後），但是中微子的本質尚未確定，中微子可能是狄拉克費米子或马约拉纳费米子。在凝聚體物理學裏，马约拉纳费米子以準粒子激發的形式存在於超導體裏，它可以用來形成具有非阿貝爾統計的马约拉纳束縛態。

## 理论
这一概念由马约拉纳於1937年提出，他对狄拉克方程式改写得到了马约拉纳方程式，可以描述中性自旋1/2粒子，因而满足这一方程的粒子为自身的反粒子。
马约拉纳费米子与狄拉克费米子之间的区别可以用二次量子化的产生及湮没算符表示。产生算符{\displaystyle \gamma _{j}^{\dagger }}會产生量子态为{\displaystyle j}的费米子，湮没算符{\displaystyle \gamma _{j}}则會将其湮没（或者说产生對应的反粒子）。對於狄拉克费米子，{\displaystyle \gamma _{j}^{\dagger }}与{\displaystyle \gamma _{j}}不同，而對於马约拉纳费米子，两者相同。

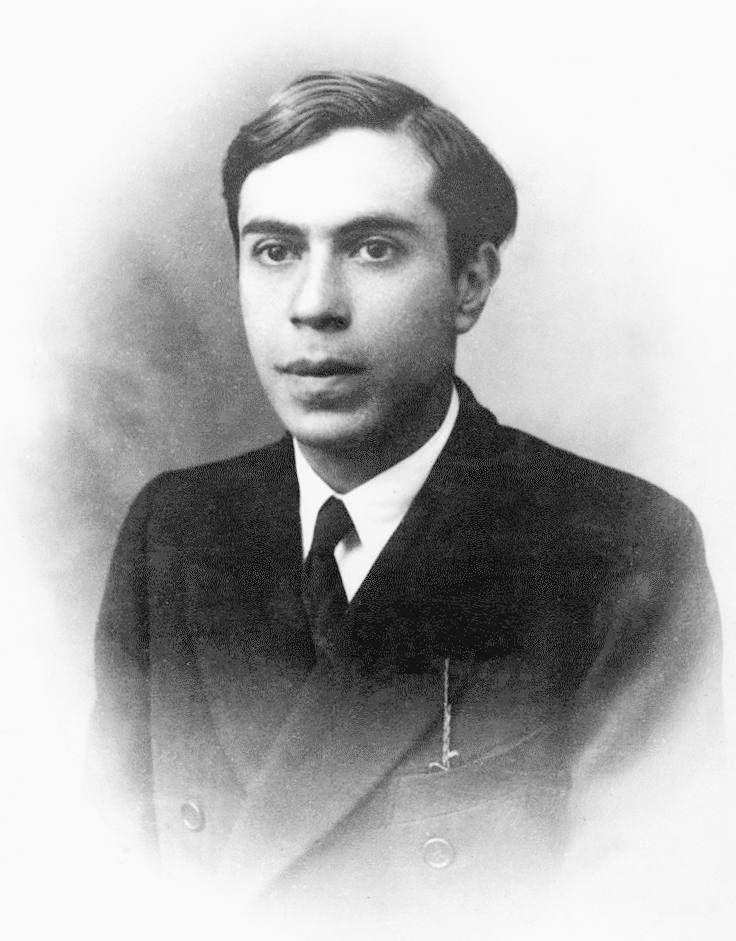
埃托雷·马约拉纳在1937年假设存在马约拉纳费米子

## 基本粒子
目前的基本粒子中尚无已知的马约拉纳费米子。不过现在对于中微子的本质仍缺乏了解，它有可能是马约拉纳费米子或狄拉克费米子。无中微子双β衰变可以視為一種双β衰变事件，在這事件中，假若中微子确为马约拉纳费米子，則產生的兩個中微子會立刻相互湮没，因為它們彼此都是對方的反粒子。目前已有实验在寻找这类衰变的踪迹。
在強子對撞機裏，无中微子双β衰变過程的高能量類比是同正負號帶電輕子對的產生。大型強子對撞機的超環面儀器與緊湊緲子線圈正在尋找這類事件。在手徵對稱性理論裏，這兩種過程之間存在著深厚的關連。根據翹翹板機制，一種最為學術界接受的對於為甚麼中微子質量會如此微小的解釋，中微子是個天然的马约拉纳费米子。
马约拉纳费米子不能擁有電矩或磁矩，只能擁有環矩。由於與電磁場的相互作用非常微小，它是冷暗物質的可能候選。超对称模型中假想的中性微子是马约拉纳费米子。

## 准粒子
在超导材料中马约拉纳费米子可作为准粒子产生。在超導體裏準粒子是自己的反粒子，因此使得這行為可以發生。超导体會規定电子-空穴对称於准粒子激发，將能量為{\displaystyle E}的产生算符{\displaystyle \gamma (E)}與能量為{\displaystyle -E}的湮没算符{\displaystyle {\gamma ^{\dagger }(-E)}}關聯在一起。当能量（費米能級）{\displaystyle E}為零时，γ=γ†，马约拉纳费米子會束縛於某個缺陷，整個物體稱為「馬約拉納束縛態」或「馬約拉納零模」。這些物體不再遵守費米統計，而是非阿貝爾統計（non-Abelian statistics）的任意子，變換次序會改變系統的狀態。馬約拉納束縛態所遵守的非阿贝尔统计使得它們有可能被應用於拓扑量子计算机。
由于费米能级位于超导能隙中，因而出现中间能隙态（midgap state）。中间能隙态可能被俘獲於某些超导体或超流体的量子涡旋中，因此可能是马约拉纳费米子的發源處。另外，超导线的端点或超導线缺陷处的肖克利态也可能是马约拉纳费米子的純電系發源處。另外还可以用分数量子霍尔效应替代超导体為马约拉纳费米子的發源。
2008年，傅亮與查爾斯·凱恩（Charles Kane）給出突破發展，他們預言馬約拉納束縛態會出現於拓撲絕緣體與超導體的介面。隨後，其他物理學者發表了很多類似論文。

## 超导实验
自傅亮等的论文发表后，许多科学家都试图做实验在超导体中寻找马约拉纳费米子。  2012年物理学者发现了马约拉纳准粒子可能存在的首个证据。来自荷兰代尔夫特理工大学科维理纳米科学研究所的研究团队进行了相关实验，他们将锑化铟纳米线与一条电路相连，一边为正常的金电极接触区域，另一边为超导体薄片接触区域。设备暴露于中等强度的磁场中，当施加在两个电极间的电压为0时导电率出现峰值，这与一对马约拉纳束缚态的形成相吻合，纳米线与超导体薄片接触区域的两端各有一个马约拉纳费米子。几乎与此同时，由瑞典隆德大学以及美国普渡大学也各自独立地在基于铌和锑化铟约瑟夫森结结构中分别观察到马约拉纳费米子所引起的零偏压电导峰及交流分数约瑟夫森效应。随后，更多实验室发现零偏压电导峰现象，如以色列威尔兹曼研究所在砷化铟、丹麦玻尔研究所在更为纯净的外延砷化铟-铝系统中都发现了这种零能态。
更多证据也在基于隧道扫描探针系统中被发现。2014年，普林斯顿大学研究团队使用低温扫描隧道显微镜发现在超导铅元素板表面的一条铁元素长链的两端会出现零能电导峰。未参与这项实验的加州理工学院物理学者杰森·阿理夏（Jason Alicea）评论，这项实验给出马约拉纳费米子存在的“令人信服”的证据，但是“我们应该注意到还有其他可能的解释——即使暂时还没有这样的理论”。
中国科学家在该领域也做出了杰出贡献。2016年初，上海交通大学科研团队在实验室里成功地在超导拓扑薄膜系统中探测到了具有零能的漩涡态，并证明这种零能态具有安德烈夫反射自旋选择性，这为马约拉纳零能态提供了另外一种判据，使实验事实更加可靠。
2017年，斯坦福大学张首晟团队与加州大学洛杉矶分校的王康隆团队、加州大学欧文分校的夏晶团体合作，在超导-量子反常霍尔平台中发现了具有半个量子电导的边缘电流，与理论预言的手性马约拉纳粒子十分吻合。这是在霍尔效应平台系统中第一个具有确凿证据的马约拉纳测量结果。
这些基于超导体平台的实验可能证实了理论的马约拉纳零能束缚态。但是，具备零能态只是马约拉纳准粒子众多性质中的一个，其它很多现象也可导致零能态。虽然零能态以及半个量子电导的越来越精确的测量可以排除大部分干扰因素，但是马约拉纳准粒子的证实必须找到更令人信服的证据，例如，非阿贝尔统计特性以及拓扑保护等。